# Jüdischer Friedhof Osann

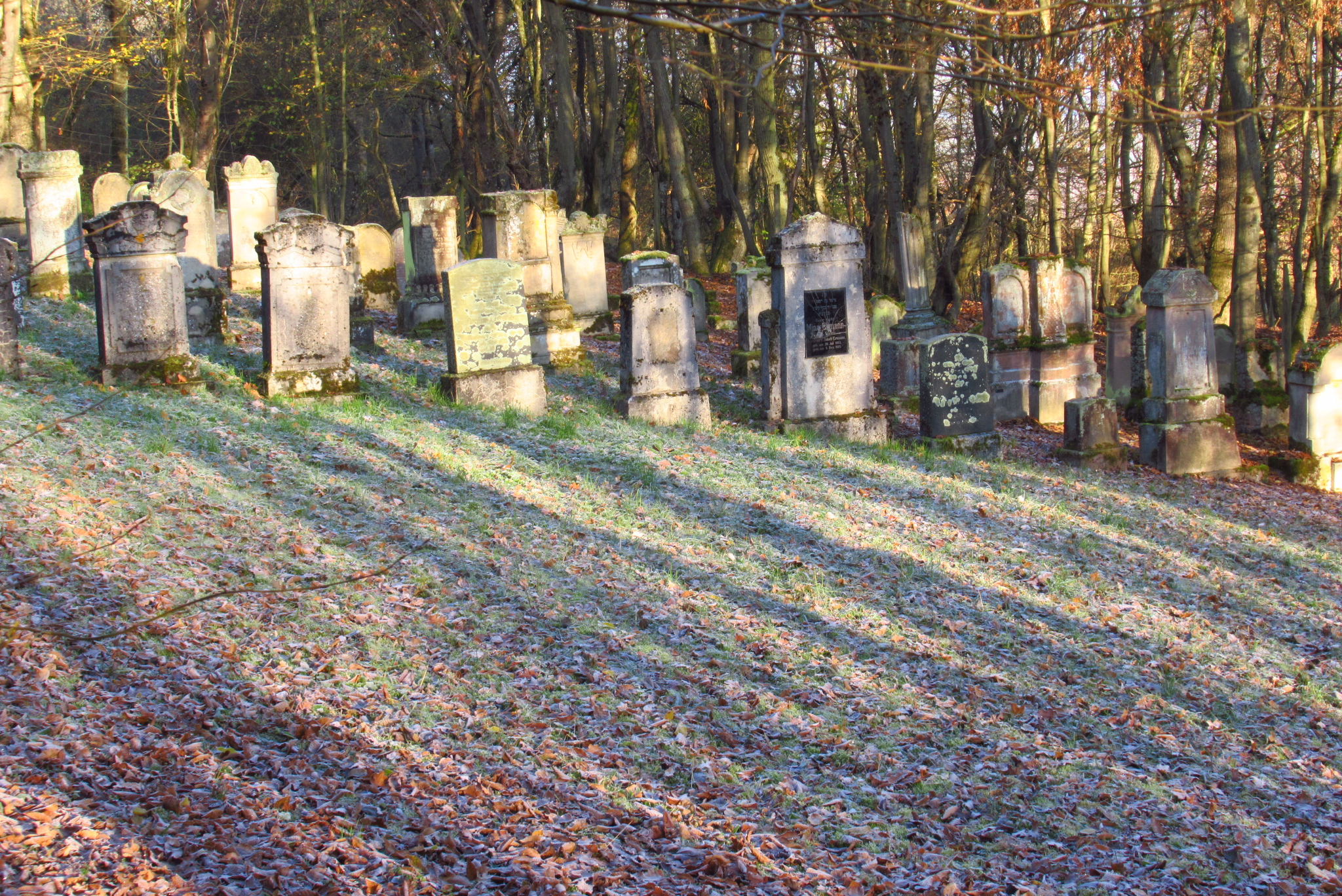
Der Jüdische Friedhof Osann

Der jüdische Friedhof Osann ist ein Friedhof in der Ortsgemeinde Osann-Monzel im Landkreis Bernkastel-Wittlich in Rheinland-Pfalz.
Der jüdische Friedhof liegt nordwestlich des Ortes an einem Feldweg in Richtung Schützenhaus.
Auf dem Friedhof, der vor 1792 angelegt und bis etwa 1934 belegt wurde, befinden sich etwa fünfzig Grabsteine, die in acht Grabreihen angeordnet sind. Es wurden die verstorbenen jüdischen Personen aus Osann, Monzel, Kesten, Maring und aus weiteren Orten beigesetzt. Der Friedhof zeigt Spuren von Zerstörungen und Beschädigungen.